# Споменик стрељаним партизанима (Златибор)
|  | Овај чланак је део чланка о Споменицима посвећеним Народноослободилачкој борби 1941—1945. |

Споменик стрељаним партизанима који се налази на планини Златибор, у близини туристичког места Златибор (раније Партизанске Воде) је спомен-обележје на месту где су немачки војници 29. новембра 1941. године, током напада на Ужичку републику, затечене рањене и ненаоружане партизане уз пут газили тенковима и пуцали у њих. На том је месту саграђена костурница у коју су смештени њихови посмртни остаци. Изнад костурнице је 1967. године подигнут монументални обелиск, чији су аутори архитекта Јованка Јефтановић и вајар Ана Бешлић.

## Историјат
Здружене немачко-квислиншке снаге покренуле су септембра 1941. године обимне војне операције усмерене против слободне партизанске територије Ужичке републике. Организовано и убрзано напредовање технички далеко опремљенијих немачких снага довело је до пада Ужичке републике крајем новембра исте године. Немачке снаге су убрзано напредовале, а рањених партизана је у Ужице пристизало све више. Након неуспеха одбране Ужица, командант НОП и ДВ Југославије, Јосип Броз Тито, наредио је повлачење Врховног штаба и преосталих партизанских снага према Санџаку. С њима су кренули и рањеници из свих партизанских болница на подручју ужичког и ваљевског краја, те Мачве и остатка Шумадије. Пошто није било довољно људи да носе све рањенике, Тито је, најпре противећи се, одлучио да буду остављени уз путеве, верујући како ће Немци у складу с међународним правилима ратовања третирати рањенике као ратне заробљенике и пружити им одговарајућу негу. Више стотина рањеника је све до Златибора дочекало пристижуће немачке јединице. Супротно Титовим очекивањима, немачки војници су видевши рањенике почели да пуцају у њих, газили их тенковима, а неколицину преживелих су пребацили у камионе и стрељали их у Ужицу. Покољи рањеника трајали су од 29. новембра до 1. децембра 1941. године. Након што је ова вест стигла до њега, Тито је одлучио да партизани више никада не остављају рањенике рачунајући на милост непријатеља.

## Споменик
После Другог светског рата, село Краљева Вода, у чијој су близини рањеници побијени, у њихову част мења име у Партизанске Воде. На узвисини изнад села саграђена је костурница у коју су смештени посмртни остаци око 150 рањеника. Осим њих, у крипти се налазе остаци бораца Друге пролетерске ударне бригаде, народног хероја Саве Јовановића и Александра Јовановића Отрова, који су погинули у борбама код Ваљева 2. маја 1944. године, остаци 36 бораца Прве пролетерске ударне бригаде, 18 бораца Тринаесте пролетерске бригаде „Раде Кончар“ и 12 бораца Треће пролетерске крајишке бригаде.
Октобра 1961. године, на костурницу је постављена спомен-плоча са следећим текстом:
У овој спомен костурници сахрањени су посмртни остаци Централне партизанске болнице Ужичке републике које су фашисти на зверски начин побили 30. новембра 1941. године на Златибору. У костурницу су пренети и сахрањени посмртни остаци народног хероја Сава Јовановића Сирогојна и Александра Јовановића Отрова првобораца НОР-а који су погинули маја 1944. год. У ову костурницу сахрањени су посмртни остаци 36 бораца Прве пролетерске бригаде; 18 бораца 13. пролетерске бригаде „Раде Кончар“ и 12 бораца 3. пролетерске крајишке бригаде, који су погинули у борбама на Златибору августа 1944. год. Подигнуто октобра 1961. Савез бораца општине Чајетина
Изнад костурнице је 1967. године подигнут обелиск од белог камена, висок 10 метара, чији су аутори архитекта Јованка Јефтановић и вајар Ана Бешлић. На предњој страни обелиска уклесани су народни мотиви и стихови Васка Попе: Не дам ово сунце у очима, Не дам ово хлеба на длану.